# Марійці
Марі́йці, ма́рі (марій. марий) або чемери́си (рос. черемисы) — фіно-угорський народ Росії. За віросповіданням переважно православні християни. Говорять російською та марійською мовами. Загальна кількість — близько 600 тисяч осіб. З них 500—550 тисяч проживає у Росії.

## Чисельність і територія
У республіці Марій Ел проживає близько половини всіх марійців, що налічують 604 тисячі чоловік за Всеросійським переписом населення 2002 року. Решта марійців розсіяна по багатьох областях і республіках Поволжя і Уралу.

## Історія

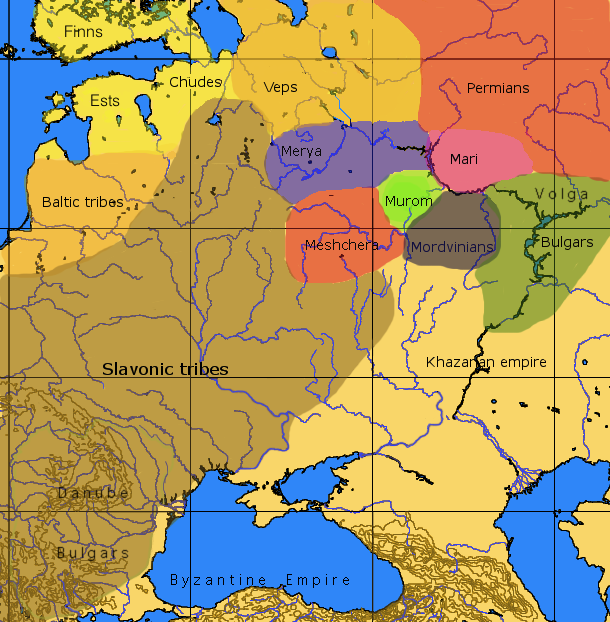
Карта угрофінських етносів до приходу слов'ян

Перша згадка про марійців зустрічається в VI ст. у готського історика Йордана. Предки сучасних марійців між V і VIII століттями мали контакти з готами, пізніше з хозарами і волзькою Булгарією.
Між XIII і XV століттями марійці входили в складу золотої Орди, потім Казанського ханства. Під час захоплення ханства Московським царством, вони вчинили спротив московським військам на своїй території. Період національно-визвольних війн з 1552 по 1584 роки зветься в історії Чемериські війни, під час яких близько 50 % марійського населення було знищено.
Відтоді марійці завжди перебували у складі Росії. 4 жовтня 1920 був проголошений автономний округ марійців в складі РРФСР, 5 грудня 1936 — АРСР.

## Марійці Удмуртії
Згідно з переписом населення 2002 р. в Удмуртії мешкало 8 980 марійців. У 2010 р. їх чисельність скоротилась до 8067 осіб або 0,6 % населення республіки.
Марійці Удмуртії мають власні громадські організації, національний музей та кілька навчальних закладів із класами, де марійська вивчається як предмет. Протягом багатьох років марі Удмуртії борються за право зареєструвати громади Марійської традиційної релігії.

## Українські чемериси
Українські чемериси — етногрупа марі, що переселилася в українські воєводства Речі Посполитої в 1527. Однин з найстаріших і найбільш компактних фіно-угорських народів України.

## Мова

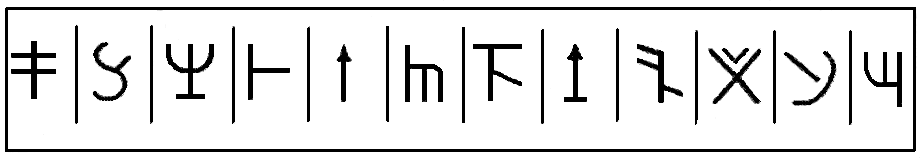
Приклад стародавньої марійської писемності

Марійська мова належить до угрофінської групи, уральської мовної сім'ї, що поділяється на два найбільші діалекти: гірськомарійський і лугомарійський, які інколи називають окремими мовами. Існує також група східномарійських говорів (які поширені серед марійців, що проживають на схід від Марій Ел), які є близькими до східномарійського діалекту. Поширена також російська мова, в Татарстані і Башкортостані — татарська.
Писемність на марійській мові на основі кирилиці вперше була започаткована в другій половині XVIII століття. Нинішня абетка (з деякими змінами) використовується від 1870-х років.

## Традиційна культура

### Традиційний одяг
Основним одягом марійців була сорочка тунікопобідного крою (тувыр), штани (йолаш) і каптан (шовыр). Весь одяг перев'язувався поясним рушником, пасом (солык), а іноді поясом (ÿштö).
Чоловіки могли носити повстяний капелюх з полями, шапку та накомарник. Взуттям слугували шкіряні чоботи, а пізніше — валянки й лапті, які прийшли з російського костюму. Для праці в болотистій місцевості до взуття прикріплювали дерев'яні платформи (кетырма).
Серед жінок були розповсюджені поясні підвіски — прикраси з бісеру, черепашок каурі, монеток тощо. Також існувало три різновиди жіночих головних уборів: конусоподібний ковпак, сорока, шарпан.
Існує національне свято, присвячене завершенню сільськогосподарських робіт — Увучимиш, також Угінде пайрем.

## Духовність

### Вірування
Основна стаття: Марійська традиційна релігія
Серед європейських народів марійці відомі, як етнос, що найповніше зберіг національні, дохристиянські вірування. На чолі кожної громади стоїть жрець — карт. Східні марійці, під впливом мусульманського оточення, жерців називають «мулами». Найкраще язичництво збереглось в сільських общинах.
Нині прихильниками традиційної релігії є від 25 до 40 % марійців. Більшість представників цього народу є православними.
Марійці почали приймати православ'я в XVI столітті — після того, як їхня територія ввійшла до складу Російської імперії.

#### Традиційна обрядовість марійців. КінецьXIX століття

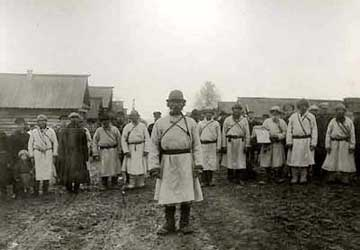
Група жерців у святковому одязі
Загальний вигляд молебні під час жертвопринесення
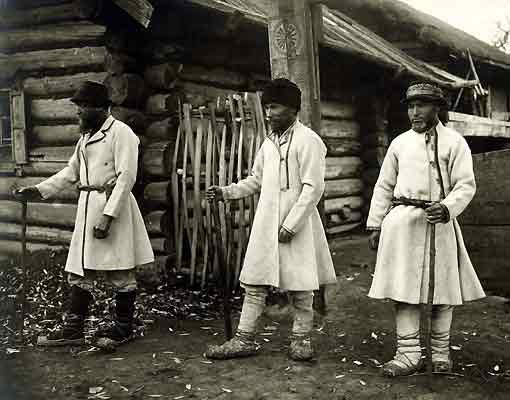
Марійські жерці — розпорядники язичницьких молінь. Кінець XIX ст.

## Стосунки з іншими національностями
- 29 квітня 2009 року мешканець Республіки Марій Ел, який у соціальній мережі «Однокласники» поширював повідомлення, що принижують національну гідність марійців, у суді публічно розкаявся, визнав свою провину та вибачився перед марійцями. Винний видалив з мережі всі повідомлення провокативного характеру та оприлюднив в інтернеті текст-вибачення.[13]
- 20 квітня 2009 року під час офіційного візиту президента РФ Дмитра Мєдвєдєва до Фінляндії ряд громадських організацій звернувся до очільника РФ з вимогою припинити переслідування марійців за національною ознакою, що, на думку громадських організацій, має місце в Республіці Марій Ел.[14]

## Відомі марійці
- Абукаєв-Емгак В'ячеслав Олександрович — журналіст, драматург
- Алєксандров Олександр Олександрович
- Биков В'ячеслав Аркадійович — хокеїст, тренер збірної Росії з хокею
- Васикова Лідія Петрівна — перша марійська жінка-професор, доктор філологічних наук
- Васильєв Валеріан Михайлович — мовознавець, етнограф, фольклорист, літератор
- Кім Васін — письменник
- Григор'єв Олександр Володимирович — художник
- Єфімов Ізмаїл Варсоноф'євич — художник, герольдмейстер
- Єфремов Тихон Єфремович — просвітитель
- Ефруш Георгій Захарович — письменник
- Зотін Владислав Максимович — 1-й президент Марій Ел
- Іванов Михайло Максимович — поет
- Ігнатьєв Никон Васильович — письменник
- Іскандаров Олексій Іскандарович — композитор, хормейстер
- Казаков Міклай — поет
- Кислицин В'ячеслав Олександрович — 2-й президент Марій Ел
- Колумб Валентин Христофорович — поет
- Конаков Олександр Федорович — драматург
- Кирла Йиван — поет, кіноактор
- Лекайн Никандр Сергійович — письменник
- Луппов Анатолій Борисович — композитор
- Макарова Ніна Володимирівна — радянський композитор
- Мікай Михайло Степанович — поет і байкар
- Молотов Іван Н. — композитор
- Мосолов Василь Петрович — агроном, академік
- Мухін Микола Семенович — поет, перекладач
- Ніколаєв Сергій Миколайович — драматург
- Олик Іпай — поет
- Орай Дмитро Федорович — письменник
- Палантай Іван Степанович — композитор, фольклорист, педагог
- Прохоров Зінон Філіпович — лейтенант гвардії, Герой Радянського Союзу
- Пет Першут — поет
- Регеж-Горохов Василь Михайлович — письменник, перекладач, народний артист МАССР, заслужений артист РРФСР
- Саві Володимир Олексійович — письменник
- Сапаєв Ерік Микитович — композитор
- Смирнов Іван Миколайович — історик, етнограф
- Тактаров Олег Миколайович[15] — актор, спортсмен
- Тойдемар Павло С. — музикант
- Тиниш Осип — драматург
- Шабдар Осип — письменник
- Шадт Булат — поет, прозаїк, драматург
- Шкетан Яків Павлович — письменник
- Чавайн Сергій Григорович — поет і драматург
- Черемісінова Анастасія Сергіївна — поетеса
- Четкарєв Ксенофонт Архипович[16][17][18][19] — етнограф, фольклорист, письменник, організатор науки
- Елексейн Яків Олексійович — прозаїк
- Елмар Василь Сергійович — поет
- Ешкінін Андрій Карпович — письменник
- Ешпай Андрій Андрійович — кінорежисер, сценарист, продюсер
- Ешпай Андрій Якович — радянський композитор
- Ешпай Яків Андрійович — етнограф і композитор
- Юзикайн Олександр Михайлович — письменник
- Юксерн Василь Степанович — письменник
- Яниш Ялкайн — письменник, критик, етнограф
- Ямбердов Іван Михайлович — художник